# Палацо (Салерно)
Палацо је насеље у Италији у округу Салерно, региону Кампанија.
Према процени из 2011. у насељу је живело 108 становника. Насеље се налази на надморској висини од 662 м.